# HAT-P-2 b
HAT-P-2 b (Magor) – planeta pozasłoneczna wykryta przez Projekt HATNet w maju 2007. Planeta ta okrąża gwiazdę HD 147506 (Hunor), typu widmowego F (większą i gorętszą od Słońca), położoną około 440 lat świetlnych od Słońca w gwiazdozbiorze Herkulesa. Co 5 dni i 15 godzin dokonuje ona tranzytu na tle swojej gwiazdy.
Niektóre dane wskazują na istnienie drugiej planety zakłócającej orbitę HAT-P-2 b. Jak dotąd hipoteza ta nie została ani obalona, ani potwierdzona.

## Orbita oraz masa
| Jowisz | HAT-P-2 b |
| ------ | --------- |
|        |           |

Masa planety została oszacowana na 8,74 mas Jowisza, podczas gdy jej promień wynosi w przybliżeniu 0,95 promienia Jowisza (135 978 km); takie proporcje nie są powszechne wśród gazowych olbrzymów. Jej mały rozmiar spowodowany jest przez silne pole grawitacyjne ściskające atmosferę planety do jej środka. To wskazuje, że średnia gęstość planety jest dwa razy większa od gęstości Ziemi, a przyspieszenie grawitacyjne na powierzchni jest 24-krotnie większe niż ziemskie i niemalże równe przyspieszeniu na fotosferze, widocznej powierzchni Słońca. Orbita jest niezwykle ekscentryczna, rozciągająca się od 4,9 do 15,3 miliona km od gwiazdy; gdyby orbita Ziemi była równie ekscentryczna, odległość Ziemi od Słońca wahałaby się pomiędzy 0,4837 au a 1,5163 au (do orbity Marsa).
Dodatkowo, prócz ciepła pochodzącego z gwiazdy, planeta w dużym stopniu nagrzewa się poprzez siły pływowe; uważa się, że może grać to znaczącą rolę w ewolucji planety.

## Nazwa
Planeta ma nazwę własną Magor, wywodzącą się od legendarnego protoplasty Węgrów z legendy o braciach Hunorze i Magorze. Nazwa została wyłoniona w konkursie zorganizowanym w 2019 roku przez Międzynarodową Unię Astronomiczną w ramach stulecia istnienia organizacji. Uczestnicy z Węgier mogli wybrać nazwę dla tej planety. Spośród nadesłanych propozycji zwyciężyła nazwa Magor dla planety i Hunor dla gwiazdy.